# إلينغ هولست
إلينغ هولست (بالبوكمول: Elling Holst) هو رياضياتي وأستاذ جامعي وكاتب للأطفال نرويجي، ولد في 18 يونيو 1849 في درامن في النرويج، وتوفي في 2 سبتمبر 1915 في باروم في النرويج.

## وصلات خارجية
- إلينغ هولست على موقع ميوزك برينز (الإنجليزية)